# HD 82668
HD 82668 (HR 3803) är en ensam stjärna i den södra delen av stjärnbilden Seglet, som också har Bayerbeteckningen N Velorum. Den har en skenbar magnitud av ca 3,16 och är synlig för blotta ögat där ljusföroreningar ej förekommer. Baserat på parallaxmätning inom Hipparcosuppdraget på ca 13,7 mas, beräknas den befinna sig på ett avstånd på ca 239 ljusår (ca 73 parsek) från solen. Den rör sig närmare solen med en heliocentrisk radialhastighet på ca -14 km/s.

## Egenskaper
HD 82668 är en orange till röd jättestjärna av spektralklass K5 III. Den har en massa som är ca 2 solmassor, en radie som, baserat på uppmätt vinkeldiameteroch efter korrigering för randfördunkling, på 7,13 ± 0,08 mas är ca 29 solradier och har ca 784 gånger solens utstrålning av energi från dess fotosfär vid en effektiv temperatur av ca 3 900 K.
År 1752 delade den franska astronomen Nicolas-Louis de Lacaille den tidigare konstellationen Argo Navis i tre separata konstellationer och refererade sedan till dess stjärnor genom att utvidga Bayers system av stjärnnomenklatur. Denna stjärna fick beteckningen N Velorum. År 1871 upptäckte Benjamin Apthorp Gould att HD 82668 var variabel, men detta inträffade före standardiseringen av nomenklaturen för variabel stjärna av den tyska astronomen Friedrich Wilhelm Argelander under 1800-talet, så den faller inte inom standardområdet för variabla stjärnbeteckningar.